# 曽沢太吉
曽沢 太吉（曾澤太吉、そざわ たきち、1909年10月17日 - 1996年2月13日）は、国文学者。中古・中世文学が専門。

## 経歴
長野県上高井郡小山村（現須坂市）生まれ。旧制須坂中学（長野県須坂高等学校）を経て、1933年京都帝国大学文学部国文科卒。旧制大阪府立市岡中学、池田中学などの旧制中学校教諭を経て、1943年大東亜錬成院錬成官、1944年長岡工業専門学校教授、1947年奈良女子高等師範学校教授、1950年奈良女子大学教授、1963年文学部長、1971年学長。1977年定年退官、名誉教授、摂南大学国際言語文化学部教授。仏教美術協会理事長。文化庁平城宮跡保存整備委員会委員などを歴任した。

## 著書
- 『受験徒然草』玄鹿洞書院 受験国文叢書 1937
- 『更級日記新釋』星野書店 1949
- 『更級日記新解 解釈と鑑賞』白揚社 1954
- 『小倉百人一首 全釈』福音館古典全釈文庫 1958

### 共編校注
- 『更級日記』遠藤嘉基共編 中央図書出版社 1954
- 『奈良の旅』西村兵部共編 創芸社 1954
- 『有明乃別』中村忠行共校 古典文庫 1957-58
- 『紫式部日記新釈』森重敏共著 武蔵野書院 1964

## 注
1. ↑  『人物物故大年表』
2. ↑  『現代日本人名録』1987年